# Joe Jacoby
Joseph Erwin „Joe“ Jacoby (* 6. Juli 1959 in Louisville, Kentucky) ist ein ehemaliger US-amerikanischer American-Football-Spieler. Er spielte als Offensive Tackle in der National Football League (NFL) bei den Washington Redskins.

## Spielerlaufbahn

### Collegekarriere
Joe Jacoby studierte an der University of Louisville für deren Footballmannschaft, die Louisville Cardinals er von 1978 bis 1980 als Offensive Tackle spielte. In seinem letzten Spieljahr fungierte er als Mannschaftskapitän der Cardinals.

### Profikarriere
Im Jahr 1981 hatte Joe Gibbs das Amt des Head Coachs bei den Washington Redskins übernommen. Jacoby hatte sich persönlich an ihn gewandt, da er keine Berücksichtigung bei der NFL Draft fand. Gibbs gab ihm eine Chance und Jacoby erhielt nach der Saisonvorbereitung einen Profivertrag bei den Redskins. Jacoby wurde bereits als Rookie als Starter auf der Position eines Offensive Tackles eingesetzt. Damit hatte er die Aufgabe den eigenen Quarterback Joe Theismann zu schützen und Runningback John Riggins den Weg in die gegnerische Endzone frei zu blocken. Die Redskins hatten im selben Jahr wie Jacoby auch Russ Grimm und Mark May unter Vertrag genommen. Zusammen mit den bereits bei der Mannschaft unter Vertrag stehenden Jeff Bostic und George Starke bildeten sie die Offensive Line, die als The Hogs in die Geschichte der NFL einging.
Im Jahr 1982 gelang Jacoby dann der erste große Erfolg. Nach einem 31:17-Sieg über die Dallas Cowboys im NFC Championship Game konnten die Redskins im danach folgenden Super Bowl XVII die Miami Dolphins mit 27:17 besiegen. Jacoby hatte an dem Sieg seiner Mannschaft nicht unwesentlichen Anteil. Zu Beginn des vierten Viertels lagen die Redskins mit 13:17 zurück. Mit Jacoby als Blocker gelang es Runningback John Riggins, einen 43 Yards Touchdown zu erzielen.
Auch das Jahr 1983 verlief für Jacoby und die Redskins erfolgreich. Nach einer Bilanz von vierzehn Siegen bei zwei Niederlagen mussten sich im NFC Championship Game die San Francisco 49ers den Redskins mit 24:21 geschlagen geben. Jacoby und das Team aus Washington, D.C. verloren allerdings den Super Bowl XVIII gegen die Los Angeles Raiders mit 9:38.
Im Jahr 1986 stand Joe Jacoby mit den Redskins gegen die New York Giants erneut im NFC Championship Game. Das Spiel endete mit einer 0:17-Niederlage der Redskins.
1987 konnte Joe Jacoby dann seinen zweiten Super Bowl gewinnen. Doug Williams hatte im Laufe der Saison die Position des Starting-Quarterbacks übernommen. Mit Hilfe seiner Offensive Line führte er die Mannschaft zu einem 17:10-Sieg über die Minnesota Vikings im NFC Championship Game. Im folgenden Super Bowl XXII konnten die Redskins 280 Yards Raumgewinn durch Laufspiel erzielen, zudem zeigte Williams eine sehr gute Leistung. Beim 42:10-Sieg über die Denver Broncos warf er insgesamt vier Touchdowns.
Nach einer Regular Season mit 14 Siegen aus 16 Spielen konnte Jacoby auch die Saison 1991 erfolgreich bestehen. Nach einem 41:10-Sieg im NFC Championship Game über die Detroit Lions folgte ein 37:24-Sieg über die Buffalo Bills im Super Bowl XXVI. In beiden Spielen gelang es der gegnerischen Defense nicht, die Offensive Line der Redskins zu überwinden, um Quarterback Mark Rypien hinter der Line of Scrimmage mit einem Sack zu Fall zu bringen. Joe Jacoby beendete nach der Saison 1993 seine Laufbahn.

## Nach der Spielerlaufbahn
Joe Jacoby betrieb nach seiner Laufbahn bis zum Jahr 2008 einen Autohandel. Seit dem Jahr 2008 ist er Assistenztrainer der Footballmannschaft der Shenandoah University.

## Ehrungen
Joe Jacoby spielte viermal im Pro Bowl und wurde fünfmal zum All-Pro gewählt. Die Washington Redskins ehren ihn in ihrem Stadion, dem FedExField, auf dem Ring of Fame. Er befindet sich auf der Liste der 70 Greatest Redskins. Jacoby ist Mitglied im NFL 1980s All-Decade Team und in der Kentucky Athletic Hall of Fame.

## Quelle
- Mark May, Dan O’Brien, Mark May's Tales from the Washington Redskins, Sports Publishing LLC, 2005, ISBN 9781596700826